# Arakere, Honnali
Arakere là một làng thuộc tehsil Honnali, huyện Davanagere, bang Karnataka, Ấn Độ.